# DTM-Saison 2017/Klettwitz

DTM-Streckenlayout des Lausitzrings

Die zweite Station der DTM-Saison 2017 war zwischen 19. und 21. Mai 2017 der Lausitzring in Klettwitz.

## Berichte

### Hintergründe
Nach dem Auftaktwochenende in Hockenheim führte Lucas Auer in der Fahrerwertung mit jeweils 14 Punkten Vorsprung auf Jamie Green und Gary Paffett. In der Markenwertung führte Mercedes mit 13 Punkten vor Audi und mit 52 Punkten vor BMW.
Mit Paffett (dreimal), Mattias Ekström, Green, Bruno Spengler (jeweils zweimal), Auer und Paul di Resta (jeweils einmal) traten sechs ehemalige Klettwitz-Sieger zu den Rennen an.

### Freitag
Im ersten Training am späten Freitagnachmittag gelang Mike Rockenfeller in 1:17,278 Minuten die schnellste Runde. Damit platzierte er sich vor Ekström und Robert Wickens, die auf den Plätzen zwei und drei lagen.

### Samstag
Im zweiten Training am Samstagmorgen fuhr der Gesamtführende Auer die schnellste Runde in 1:16,829 Minuten. Dahinter platzierten sich Wickens und Green.
Im Qualifying für das Rennen am Samstag blieb Auer vorne und erzielte in 1:16,193 Minuten die Pole-Position vor dem erneut zweitplatzierten Wickens und BMW-Pilot Maxime Martin. Der ursprünglich elft- und in der Meisterschaft zweitplatzierte Green wurde aus der Wertung des Qualifyings genommen, da er einen Reifen seines Teamkollegen René Rast verwendet hatte, und musste das Rennen vom letzten Startplatz in Angriff nehmen.
Beim Start des Rennens konnten die drei erstplatzierten Auer, Wickens und Martin ihre Positionen halten. Zu Beginn der dritten Runde konnte Martin Wickens überholen. Wenig später wurde Loïc Duval aufgrund eines Frühstarts mit einer Fünf-Sekunden-Stop-and-Go-Strafe belegt.
Nach fünf Runden kam Green als erster Fahrer für einen Reifenwechsel an die Box. Sechs Runden später folgte ihm Tom Blomqvist. Unmittelbar danach kam es in Runde 14 zu einer Kollision zwischen Blomqvist und dem eben aus der Boxengasse gefahrenen di Resta, der sich aufgrund der neuen und noch nicht warmgefahrenen Reifen verbremst hatte. Als Verursacher der Kollision und des Drehers Blomqvists wurde di Resta mit einer Durchfahrtsstrafe bestraft. Blomqvist fiel an das Ende des Feldes zurück.
Nach Runde 16 kam mit Wickens auch der erste Fahrer aus der Spitzengruppe an die Box, in der Runde darauf auch Martin. Wiederum eine Runde später wechselte auch Auer die Reifen, wodurch Rast vorübergehend die Führung übernahm. In der gleichen Runde war es Wickens bereits gelungen, wieder an Martin vorbeizugehen. In der „bereinigten“ Reihenfolge der Fahrer, die ihren Pflicht-Boxenstopp bereits absolviert hatten, lag somit Auer vor Wickens und Martin. Nach Runde 24 kam auch Rast an die Box und gab die Führung an Mercedes-Fahrer Edoardo Mortara weiter, dessen Markenkollege Maro Engel dahinter auf Rang zwei lag.
Nach Runde 27 kamen mit zunächst Engel und eine Runde später Mortara auch die beiden letzten verbliebenen Fahrer zu ihrem Pflicht-Stopp an die Box. Hierdurch wurde die ursprüngliche Reihenfolge mit der Führung Auers vor Wickens und Martin wiederhergestellt. Mit Ende der 34. Runde musste Nico Müller das Rennen aufgrund von Bremsproblemen an der Box aufgeben. Zu Beginn der 36. Runde gelang es Rast, an Martin vorbei auf Rang drei zu gehen.
Nach 43 Runden gewann Auer das Rennen vor Wickens und Rast. Für Wickens war es der zweite DTM-Sieg der Saison und der dritte insgesamt. Zudem fuhr Rast zum ersten Mal in der DTM auf das Podium. Rast gelang in 1:17,343 Minuten auch die schnellste Rennrunde.
In der Gesamtwertung baute Auer mit nun 68 Punkten seinen Vorsprung gegenüber dem neuen zweitplatzierten Paffett (34) sowie dem Dritten Rockenfeller (31) aus. Bei den Herstellern blieb Mercedes (156) vor Audi (109) und BMW (53).

### Sonntag
Das dritte Training am Sonntag entschied Green mit einer Zeit von 1:16,745 Minuten vor seinen Markenkollegen Rast und Ekström für sich.
Das Qualifying und damit die Pole-Position für das zweite Rennen am Lausitzring gewann Wickens vor Blomqvist und Green.
Wie schon am Vortag kam es auch beim Start des Sonntagrennens zu keinen größeren Positionswechseln und die drei Erstplatzierten Wickens, Blomqvist und Green konnten ihre Positionen halten. Bereits nach der ersten Runde kamen die Audi-Piloten Rockenfeller und Ekström an die Box, um ihren Pflichtreifenwechsel zu absolvieren. In Runde zwei erhielt Blomqvist wegen eines Frühstarts eine Fünf-Sekunden-Stop-and-Go-Strafe.
In Runde vier musste Blomqvist zunächst Green und kurz darauf auch den dahinter fahrenden Paffett an sich vorbeiziehen lassen. In der Folge konnten sich Spitzenreiter Wickens und Green etwas vom Rest des Feldes absetzen. Nach Runde zwölf fuhr der zu diesem Zeitpunkt drittplatzierte Paffett an die Box und fiel dadurch auf Platz 14 zurück. Ähnlich erging es auch Blomqvist, der zwei Umläufe später, auch bedingt durch seine noch abzusitzende Stop-and-Go-Strafe, nur auf Platz 17 wieder zurück auf die Strecke kam. Wiederum eine Runde später kam auch Wickens an die Box und gab die Führung damit an Green ab.
Unterdessen gewannen die früh gestoppten Ekström und Rockenfeller an Positionen in der „bereinigten“ Reihenfolge der Fahrer, die ihren Stopp bereits erledigt hatten. Nach Runde 16 absolvierte auch Green eben diesen, Müller übernahm vorübergehend die Führung. Wickens gelang es, wieder an Green vorbei zu fahren. Nach Runde 25 kamen mit Müller, Auer und Engel die letzten Fahrer an die Box. Hierdurch ging Wickens auch in der „Realität“ wieder in Führung, vor Green und Ekström. Dies währte jedoch nur kurz, da Green zu Beginn der 31. Runde in Kurve eins an Wickens vorbeiging. In Umlauf 38 verlor Wickens an der gleichen Stelle auch die zweite Position an Ekström.
Nach 55 Minuten und einer zusätzlichen Runde gewann Green das Rennen vor Ekström und Wickens. Für Green war es der zweite Saison- und 14. Karriere-Sieg in der DTM. Wie am Vortag waren 43 Umläufe absolviert worden. Unter den ersten sieben waren fünf Audi-Piloten, das gesamte Feld lag innerhalb von knapp 44 Sekunden, alle Fahrer sahen die Zielflagge. Die schnellste Rennrunde fuhr wie ebenfalls schon am Vortag Rast, diesmal in 1:17,098 Minuten.
In der Fahrerwertung blieb Auer mit 69 Punkten Erster vor Green (53), der durch seinen Sieg wieder auf den zweiten Platz vorrückte und Paffett (46). In der Herstellerwertung blieb Mercedes (187) vor Audi (177) und BMW (61).

## Klassifikationen

### Rennen 1
| Pos. | Fahrer            | Team    | Runden | Zeit       | Start |
| ---- | ----------------- | ------- | ------ | ---------- | ----- |
| 01   | Lucas Auer        | HWA     | 43     | 56:37,503  | 01    |
| 02   | Robert Wickens    | HWA     | 43     | + 0:03,613 | 02    |
| 03   | René Rast         | Rosberg | 43     | + 0:12,581 | 04    |
| 04   | Maxime Martin     | RBM     | 43     | + 0:17,660 | 03    |
| 05   | Mike Rockenfeller | Phoenix | 43     | + 0:17,810 | 08    |
| 06   | Gary Paffett      | HWA     | 43     | + 0:20,253 | 09    |
| 07   | Edoardo Mortara   | HWA     | 43     | + 0:21,366 | 10    |
| 08   | Mattias Ekström   | Abt     | 43     | + 0:22,319 | 12    |
| 09   | Maro Engel        | HWA     | 43     | + 0:26,361 | 13    |
| 10   | Jamie Green       | Rosberg | 43     | + 0:29,960 | 18    |
| 11   | Timo Glock        | RMG     | 43     | + 0:34,423 | 05    |
| 12   | Augusto Farfus    | RMG     | 43     | + 0:35,163 | 14    |
| 13   | Marco Wittmann    | RMG     | 43     | + 0:36,280 | 11    |
| 14   | Bruno Spengler    | RBM     | 43     | + 0:38,467 | 17    |
| 15   | Loïc Duval        | Phoenix | 43     | + 0:39,577 | 15    |
| 16   | Paul di Resta     | HWA     | 43     | + 0:48,526 | 16    |
| 17   | Tom Blomqvist     | RBM     | 43     | + 1:01,476 | 06    |
| –    | Nico Müller       | Abt     | 34     | DNF        | 07    |

### Rennen 2
| Pos. | Fahrer            | Team    | Runden | Zeit       | Start |
| ---- | ----------------- | ------- | ------ | ---------- | ----- |
| 01   | Jamie Green       | Rosberg | 43     | 56:20,480  | 03    |
| 02   | Mattias Ekström   | Abt     | 43     | + 0:06,295 | 08    |
| 03   | Robert Wickens    | HWA     | 43     | + 0:07,034 | 01    |
| 04   | Gary Paffett      | HWA     | 43     | + 0:07,387 | 04    |
| 05   | Mike Rockenfeller | Phoenix | 43     | + 0:09,750 | 11    |
| 06   | Nico Müller       | Abt     | 43     | + 0:13,039 | 07    |
| 07   | René Rast         | Rosberg | 43     | + 0:16,370 | 06    |
| 08   | Maxime Martin     | RBM     | 43     | + 0:18,115 | 05    |
| 09   | Marco Wittmann    | RMG     | 43     | + 0:19,540 | 10    |
| 10   | Lucas Auer        | HWA     | 43     | + 0:26,283 | 15    |
| 11   | Edoardo Mortara   | HWA     | 43     | + 0:34,419 | 18    |
| 12   | Maro Engel        | HWA     | 43     | + 0:34,973 | 17    |
| 13   | Paul di Resta     | HWA     | 43     | + 0:36,322 | 16    |
| 14   | Augusto Farfus    | RMG     | 43     | + 0:37,554 | 09    |
| 15   | Timo Glock        | RMG     | 43     | + 0:38,815 | 13    |
| 16   | Bruno Spengler    | RBM     | 43     | + 0:39,363 | 12    |
| 17   | Tom Blomqvist     | RBM     | 43     | + 0:39,994 | 02    |
| 18   | Loïc Duval        | Phoenix | 43     | + 0:44,331 | 14    |

## Meisterschaftsstände nach dem Wochenende
Die ersten zehn beider Rennen erhielten 25, 18, 15, 12, 10, 8, 6, 4, 2 bzw. 1 Punkt(e). Die ersten drei beider Qualifyings erhielten 3, 2 bzw. 1 Punkt(e).

### Fahrerwertung
| Pos. | Fahrer            | Team    | Punkte |
| ---- | ----------------- | ------- | ------ |
| 01   | Lucas Auer        | HWA     | 69     |
| 02   | Jamie Green       | Rosberg | 53     |
| 03   | Gary Paffett      | HWA     | 46     |
| 04   | Mike Rockenfeller | Phoenix | 41     |
| 05   | Robert Wickens    | HWA     | 38     |
| 06   | Mattias Ekström   | Abt     | 32     |
| 07   | René Rast         | Rosberg | 31     |
| 08   | Timo Glock        | RMG     | 25     |
| 09   | Nico Müller       | Abt     | 20     |

| Pos. | Fahrer          | Team    | Punkte |
| ---- | --------------- | ------- | ------ |
| 10   | Edoardo Mortara | HWA     | 19     |
| 11   | Marco Wittmann  | RMG     | 18     |
| 12   | Maxime Martin   | RBM     | 17     |
| 13   | Paul di Resta   | HWA     | 12     |
| 14   | Maro Engel      | HWA     | 03     |
| 15   | Bruno Spengler  | RBM     | 02     |
| –    | Tom Blomqvist   | RBM     | 0      |
| –    | Augusto Farfus  | RMG     | 0      |
| –    | Loïc Duval      | Phoenix | 0      |

### Herstellerwertung
| Pos. | Hersteller | Punkte |
| ---- | ---------- | ------ |
| 01   | Mercedes   | 187    |
| 02   | Audi       | 177    |
| 03   | BMW        | 061    |